# Carbonatação
Carbonatação é um processo químico que consiste na reação da água (H2O) e do dióxido de carbono (CO2), presente no ar, com as rochas que possuem na sua composição carbonato de cálcio (CaCO3). A reação inicia-se com o CO2 reagindo com a água H2O, originando ácido carbónico (H2CO3).
CO2(g) + H2O(l)  H2CO3(aq)
Segue-se a reação do ácido carbónico com o carbonato de cálcio, dando origem a dois iões, o catião cálcio (Ca2+) e o anião (HCO3-) hidrogenocarbonato que, ao contrário do carbonato de cálcio, são solúveis na água.   

CaCO3(s) + H2CO3(aq)   HCO3-(aq) + Ca2+ (aq)